# Kyra Lamberink
Kyra Lamberink (Bergentheim, 15 aprile 1996) è una pistard olandese, campionessa europea 2021 nella velocità a squadre.

## Palmarès

### Pista
- 2016

Campionati europei, Velocità a squadre Under-23 (con Elis Ligtlee)
Campionati olandesi, 500 metri a cronometro
Campionati olandesi, Velocità a squadre (con Shanne Braspennincx)
- 2017

International Baan Toernooi, Velocità a squadre (con Shanne Braspennincx)
Campionati europei, Velocità a squadre Under-23 (con Hetty van de Wouw)
Campionati olandesi, 500 metri a cronometro
Campionati olandesi, Velocità a squadre (con Elis Ligtlee)
- 2018

Grand Prix of Germany, Velocità a squadre (con Hetty van de Wouw)
Campionati olandesi, 500 metri a cronometro
Campionati olandesi, Velocità a squadre (con Hetty van de Wouw)
- 2021

Campionati olandesi, Velocità a squadre (con Steffie van der Peet e Hetty van de Wouw)
Campionati europei, Velocità a squadre (con Shanne Braspennincx, Steffie van der Peet e Hetty van de Wouw)
- 2022

1ª prova Coppa delle Nazioni, Velocità a squadre (Glasgow, con Steffie van der Peet, Laurine van Riessen e Hetty van de Wouw)

## Piazzamenti

### Competizioni mondiali
- Campionati del mondo su pista

Hong Kong 2017 - Velocità a squadre: 6ª
Hong Kong 2017 - 500 metri a cronometro: 9ª
Apeldoorn 2018 - Velocità a squadre: 2ª
Apeldoorn 2018 - 500 metri a cronometro: 7ª
Pruszków 2019 - Velocità a squadre: 5ª
Pruszków 2019 - 500 metri a cronometro: 6ª
Berlino 2020 - Velocità a squadre: 6ª
Berlino 2020 - 500 metri a cronometro: 8ª
St. Quentin-en-Yv. 2022 - Velocità a squadre: 4ª
St. Quentin-en-Yv. 2022 - 500 metri a cronometro: 8ª
Glasgow 2023 - 500 metri a cronometro: 13ª
Glasgow 2023- Velocità a squadre: 4ª
Ballerup 2024 - 500 metri a cronometro: 15ª
Ballerup 2024 - Velocità a squadre: 2ª
- Giochi olimpici

Parigi 2024 - Velocità a squadre: 4ª

### Competizioni europee
- Campionati europei su pista

Anadia 2013 - 500 metri a cronometro Junior: 4ª
Anadia 2013 - Keirin Junior: 3ª
Anadia 2014 - 500 metri a cronometro Junior: 8ª
Anadia 2014 - Keirin Junior: 7ª
Atene 2015 - Velocità a squadre Under-23: 3ª
Atene 2015 - Keirin Under-23: 12ª
Atene 2015 - 500 metri a cronometro Under-23: 9ª
Montichiari 2016 - Velocità a squadre Under-23: vincitrice
Montichiari 2016 - Velocità Under-23: 9ª
Montichiari 2016 - 500 metri a cronometro Under-23: 5ª
Montichiari 2016 - Keirin Under-23: 11ª
Saint-Quentin-en-Yvelines 2016 - 500 metri a cronometro: 8ª
Saint-Quentin-en-Yvelines 2016 - Velocità a squadre: 4ª
Saint-Quentin-en-Yvelines 2016 - Velocità: 8ª
Sangalhos 2017 - Velocità a squadre Under-23: vincitrice
Sangalhos 2017 - Velocità Under-23: 5ª
Sangalhos 2017 - 500 metri a cronometro Under-23: 3ª
Sangalhos 2017 - Keirin Under-23: 6ª
Berlino 2017 - Velocità a squadre: 3ª
Berlino 2017 - 500 metri a cronometro: 8ª
Glasgow 2018 - Velocità a squadre: 4ª
Glasgow 2018 - 500 metri a cronometro: 4ª
Apeldoorn 2019 - Velocità a squadre: 3ª
Apeldoorn 2019 - 500 metri a cronometro: 7ª
Grenchen 2021 - Velocità a squadre: vincitrice
Grenchen 2021 - 500 metri a cronometro: 6ª
Monaco di Baviera 2022 - Velocità a squadre: 2ª
Monaco di Baviera 2022 - 500 metri a cronometro: 7ª
Grenchen 2023 - 500 metri a cronometro: 7ª
Grenchen 2023 - Velocità a squadre: 3ª
Apeldoorn 2024 - 500 metri a cronometro: 9ª
Apeldoorn 2024 - Velocità a squadre: 3ª
- Giochi europei

Minsk 2019 - Velocità a squadre: 3ª
Minsk 2019 - 500 metri a cronometro: 7ª